# Rafle de Murat (24 juin 1944)
La rafle du 24 juin 1944 à Murat (Cantal) est une opération menée pendant la Seconde Guerre mondiale par une formation de volontaires de l’est des Azerbaïdjanais  (« 2e bat. Freiwilligenstammregiment 2 ») de Rodez sous des officiers et sous-officiers allemands. La rafle a conduit à l'arrestation et à la déportation de cent neuf hommes. Soixante-treize d'entre eux sont morts dans le Camp de concentration de Neuengamme et ses Camps extérieurs.

## Département Cantal, 3-11 Juin 1944
Le 3 juin 1944, le Generaloberst Johannes Blaskowitz à Rouffiac-Tolosani, chef du Groupe d'armées G (sud de la France), ordonna une « opération de pacification dans le département du Cantal et les régions limitrophes ». Il a chargé le chef de l'état-major (« Hauptverbindungsstab ») 588 (Clermont-Ferrand) le géneral Fritz von Brodowski  de combattre et de détruire les réseaux (« Banden ») par tous les moyens. Brodowski a commandé l'opération au major général Kurt von Jesser. Jesser a relié toutes les troupes disponibles dans la région du Cantal, du Puy-de-Dôme et de l'Aveyron pour former la « Brigade Jesser ». La brigade comprenait 2 500 hommes et 500 véhicules.
Le 6 juin 1944, les groupes de combat recevaient l'ordre détaillé d'attaquer les 2.700 combattants du Maquis du Mont Mouchet. Le 2 juin 1944, le réduit sur le Mont Mouchet avait déjà été attaqué par deux compagnies des Volga-Tars du « Bataillon 802, Freiwilligenstammregiment 2 » de Le Puy-en-Velay, mais le groupe d'environ 250 hommes avait été repoussé par les résistants. Le chef du groupe de combat allemand était le Major (Chef de bataillon) Ernst Coelle (1898-1990), qui a mené avec cette troupe la rafle de Murat le 24 juin 1944.
Le 10 juin, les Allemands, parmi lesquels les troupes du Major Coelle, ont fusillé 26 habitants de Ruynes-en-Margeride. Lors des violents combats qui ont eu lieu à Clavières et Pinols les 10 et 11 juin, 19 civils ont été abattus.

### Saint-Flour, 10/11 juin 1944
Le 11 juin, la troupe volga-tatars-allemande sous le commando du major Coelle se trouvait à Saint-Flour avec deux compagnies du 19e SS-régiment de police et la 12e compagnie du 95e régiment de sécurité. Le groupe d'environ 450 hommes était commandé par le commandant de la mission allemande au Régime de Vichy et commandant SS de la Police de sûreté et du SD à Vichy, SS-Hauptsturmführer (capitaine) Hugo Geissler. Geissler était accompagné par des membres de la Brigade Batissier, dirigé par l'ex-inspecteur de police Jany Batissier (« Hauptmann Schmitt »). La brigade formait la division V du commandant SS à Vichy (« Altmann et la brigade Batissier 15 à 20 membres »). 40 personnes de Saint-Flour ont été arrêtées et détenues à l'hôtel Terminus.

## Fusillade du SS Hugo Geissler à Murat, 12 juin 1944
Le matin du 12 juin 1944, une compagnie du IIe bataillon Feldgendarmerie et environ 20 membres de la Brigade Batissier sont avancés de Saint-Flour vers Murat. Le groupe d'environ 120 hommes était commandé par Hugo Geissler. Avant même d'arriver à Murat, ils avaient déjà abattu quatre résistants côte de Pignou en vue de Murat (Amboise Brioude, Marius Courtiol, Léon Picard, Lucien Zay). Quelques minutes plus tard, ils ont arrêté trois résistants à l'entrée du village, dont deux ( Antoine Bergaud  et Fernand Miclon) ont été immédiatement abattus dans la rue Marchadial. Geissler s'est installé à l'hôtel de ville, où treize personnes arrêtées ont été emmenées.
Dans l'après-midi, des maquisards venus de Saint-Genès ont ouvert le feu à la mitraillette vers la place devant la mairie en direction d'un groupe d'Allemands et de miliciens tuant six soldats, le capitaine-SS Hugo Geissler et six miliciens,,. Après une fusillade de plusieurs heures, les résistants ont pu s'échapper sans être identifiés. Geissler a été le seul commandant SS de la Police de sûreté et du SD en France à être liquidé par la Résistance, une grave défaite pour les Allemands.
Les treize personnes arrêtées ont été emmenées à Saint-Flour et attribuées aux 40 otages dont sept femmes de Saint-Flour. Comme mesure de répression pour l’assassinat de Geißler, 25 otages dont trois hommes de Murat, ont été fusillés le 14 juin à Soubizergues, commune de Saint-Georges (Cantal) à deux kilomètres environ de Saint-Flour.
Le 16 juin, Geissler a été enterré à Clermont-Ferrand. Les généraux Alexander von Neubronn (1877-1949), Walther Lucht (Chef LXVI. Armeekorps, Clermont-Ferrand) et Fritz von Brodowski (Hauptverbindungsstab 588, Clermont-Ferrand) étaient présents. La garde d'honneur était tenue par le IIe bataillon de gendarmerie. Après la guerre, von Neubronn (1940-1944 « Deutscher General des Oberbefehlshabers West in Vichy ») avait formulé des jugements très désobligeants sur Geissler et les SD de Vichy. Mais pourquoi était-il présent aux funérailles de ce meurtrier et criminel de guerre multiple ?

## La Rafle du 24 juin 1944
Huit jours après l'enterrement de Geissler, trois jours après la Rafle de Gerzat (Cantal), l'action punitive allemande a suivi à Murat : le matin du 24 juin 1944, les compagnies azéries du Major Ernst Coelle ont encerclé Murat,. Dans le village, ils ont fait partir de leurs maisons tous les hommes de plus de 16 ans et de moins de 50 ans et ont mis le feu à 10 maisons. Le survivant Raymond Portefaix : A cinq heures de l'après-midi « nous suivons ce même chemin que, dix jours, plus tôt, « ils » parcouraient vaincus, harassés, affolés, ramenant vers Saint-Flour leurs morts et leurs blessés, leur Gessler aimé, bourreau au cœur de pierre que le Maquis venait d'abattre  ». Antoine Sauret, survivant du Camp de concentration de Neuengamme et du camp satellite de Brême-Osterort (construction du U-Boot-Bunker Hornisse) : « On nous aligne contre le mur de la ferme Modenelle ; deux mitrailleuses sont braquées contre nous. « Soyons stoïques » dit quelqu’un près de moi. Nous nous préparons à mourir après un dernier regard vers les toits gris de la vieille ville. Mais trois cars arrivent dans lesquels nous sommes entassés sans ménagement. Arrêt à Saint Flour. Nous nous entre-regardons. Nous pensons tous à nos camarades fusillés à Soubizergues non loin de là le 13 juin. Va-t-on ici nous faire subir leur sort ? Mais non, nos bourreaux ont étanché leur soif et les cars repartent dans la direction Clermont-Ferrand où nous arrivons à la nuit. Sans aucune nourriture nous sommes entassés dans deux salles de la prison du 92e régiment d'infanterie  », prison militaire allemande à Clermont-Ferrand. Quatre hommes ont été relâchés d`ici.

## Déportation

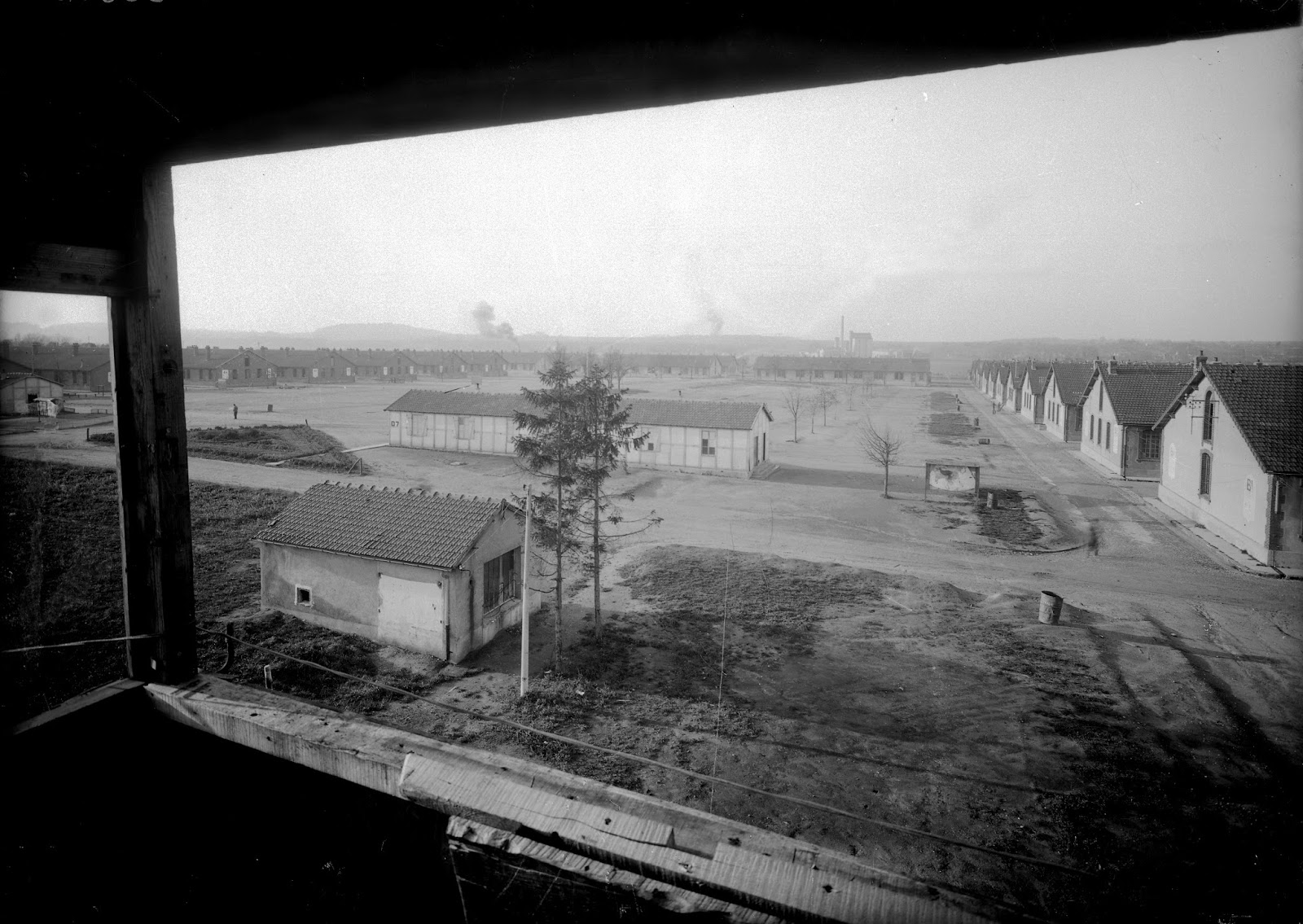
Camp de concentration de Royallieu vers 1943.

Le 6 août 1944, les prisonniers ont été transportés en autobus vers Compiègne. Les circonstances dans le Camp de Royallieu s'étaient détériorées depuis 1943. Comme à la prison de Clermont-Ferrand, les prisonniers souffraient d'une mauvaise alimentation ; il n'était plus possible de recevoir des paquets de nourriture.

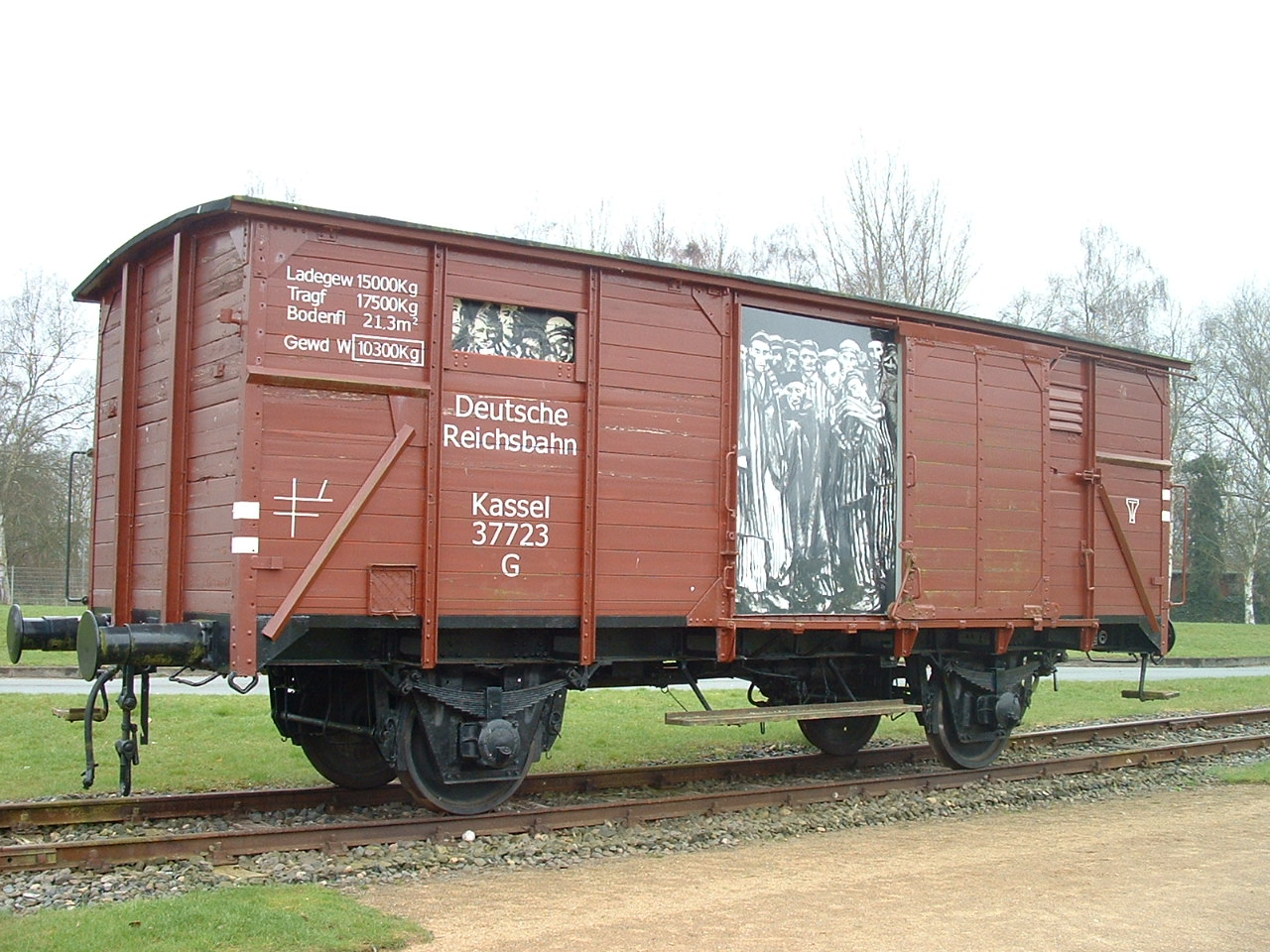
Wagon de la Deutsche Reichbahn utilisé pour le transport des prisonniers, sur le site du camp de concentration de Neuengamme.

Le matin du 15 juillet 1944, les prisonniers de Murat ont été pressés dans des wagons à bestiaux à la gare de Compiègne (« qai des déportés »). Jusqu'à 100 hommes durent rester trois jours dans une chaleur intense et sans eau jusqu'à leur arrivée le 18 juillet au Camp de concentration de Neuengamme. Le transport I.247 comprenait 1.522 hommes, dont 97 % de Français. 763 d'entre eux sont morts au camp principal de Neuengamme, mais la plupart dans l'un des camps extérieurs. Le sort de 90 personnes n'est pas connu. Seuls 43 % des déportés sont rentrés en France. Le bilan pour les hommes de murat est plus mauvais : seuls 30 % ont pu rescapé.
Dès leur arrivée, Pierre Durif et Jean Brisefert sont morts. Durif avait probablement été blessé par balle lors d'une tentative d'évasion du train de transport. Après une quarantaine de trois semaines, les déportés ont été dispersés dans les camps extérieurs le 8 août.

### Camp de concentration de Neuengamme et ses camps extérieurs
À l'arrivée du convoi I.247, 8.000 détenus se trouvaient dans le camp principal de Neuengamme et 40000 dans 91 camps exterieurs. Dix des hommes de Murat sont morts dans le camp de concentration de Neuengamme, 63 hommes sont morts dans les camps extérieurs. 30 détenus ont survécu aux camps et sont rentrés en France. Parmi eux se trouvaient six Frères des Écoles Chrétiennes qui, en tant qu'ecclésiastiques, furent transférés le 19 décembre 1944 dans le camp de concentration de Dachau, où ils ne furent pas astreints aux travaux forcés.

#### Camp extérieur de Brême-Farge

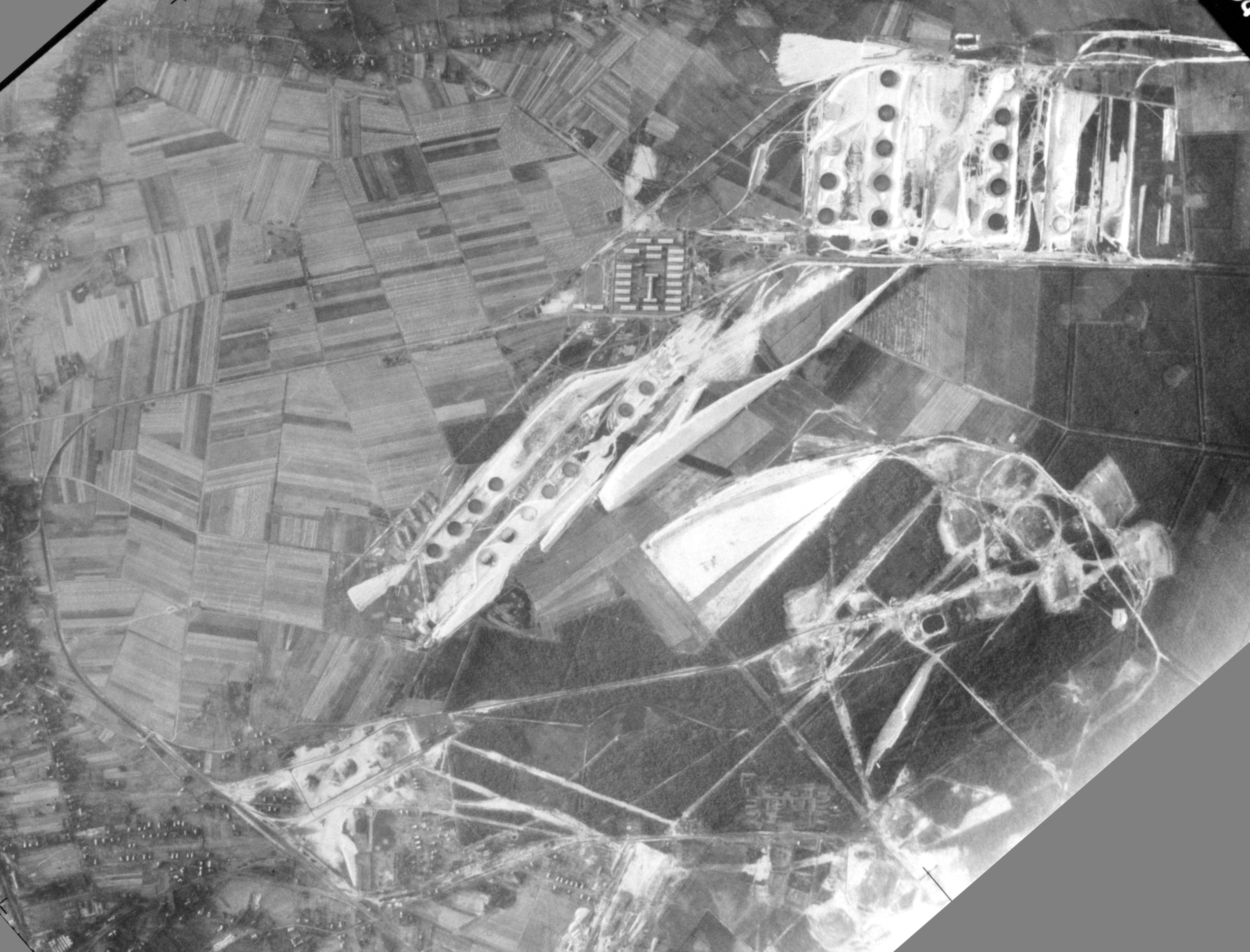
Brême-Farge. Vue aérienne du 21 juillet 1943 du dépôt de pétrole de la Kriegsmarine.
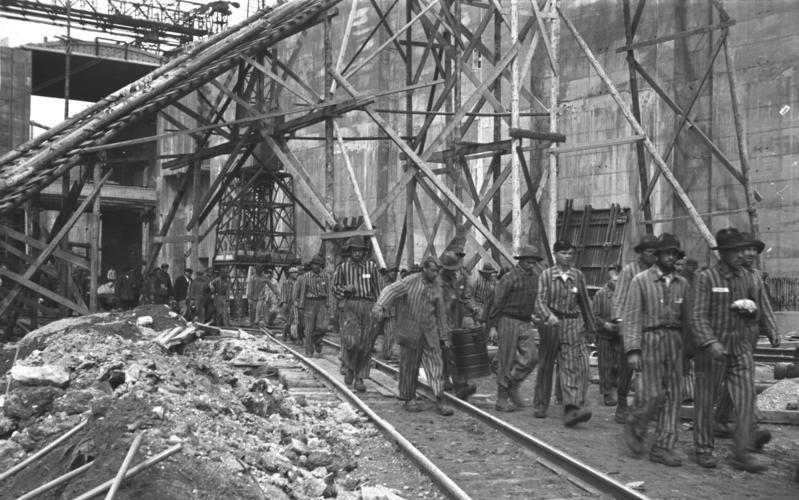
Des déténus au travail dans le U-Boot-Bunker Valentin
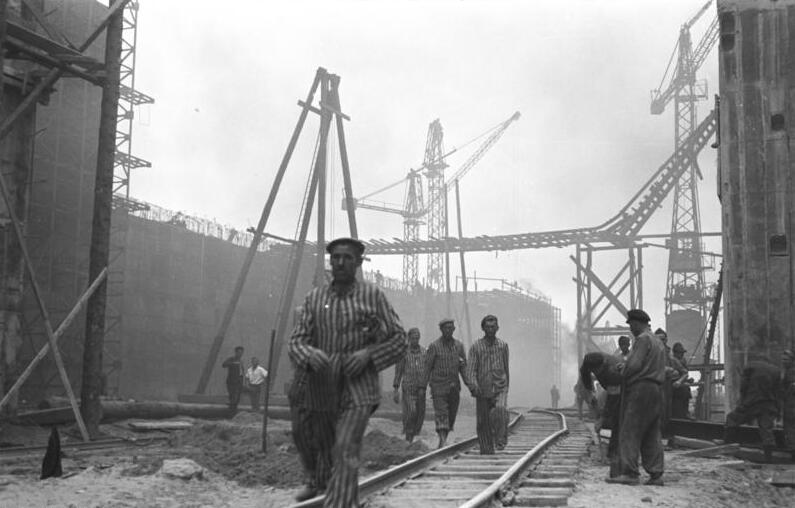

Photo aérienne de 1943 : Les tanks ronds 1 et 2 (en bas à gauche, recouverts de sable et visibles seulement en agrandissement) hébergeaient les détenus. Seuls les couvertures de ces deux réservoirs et d'un autre avaient été complétées et recouvertes de sable clair pour les camoufler. Les autres réservoirs de l'immense installation n'avaient jamais été finalisés.
Le 8 août, 50 détenus de Murat ont été désignés pour être transportés vers le camp extérieur de Brême-Farge. 35 d'entre eux y sont morts de malnutrition, de froid et de maladie. 5 détenus ont survécu au camp, mais sont morts au camp de Sandbostel après l'évacuation du camp de Brême-Farge. 10 détenus ont survécu aux camps de Brême-Farge et Sandbostel.
Les 2000 détenus de Brême-Farge, en majorité français, devaient travailler à la construction du U-Boot-Bunker Valentin. Le U-Boot-Bunker est situé au bord de la rivière Weser, dans la banlieue de Brême. Il était destiné au montage des sous-marins (U-Boote) allemands. Sa construction de 1943 à 1945 est restée inachevée.
Les détenus à Brême-Farge étaient logés dans deux réservoirs de carburant de la Kriegsmarine. Les réservoirs, fabriqués en béton, avaient un diamètre de 48 mètres et une hauteur de 7 mètres. Leur plafond en béton était porté par 67 colonnes. Ils étaient en partie enterrés dans le sol et bordés de terre sur les côtés. Raymond Prtefaix :« Je suis allé quelque part au centre. Plus près de la fin. Et j'ai vu qu'il y avait une petite baraque. Et on voit que toute la colonne y est entrée, mais n'en est pas ressortie. Et il s'est avéré que c'était l'entrée d'un bunker qui descendait. Et toute la colonne est entrée là, et on se demandait ce qui allait se passer, mais à la fin, il s'est avéré qu'en bas, c'était le bunker dans lequel nous allions vivre ».Les 1.800 m² de chaque réservoir contenaient environ 1.000 détenus. Ils dormaient dans des lits à trois étages en bois brut. Il faisait toujours humide dans ces terribles habitations. La condensation dégoulinait des plafonds. Les hommes qui revenaient du travail en hiver avec des vêtements mouillés ne pouvaient pas les faire sécher. Les hommes devaient travailler dur et ne recevaient que 1 500 calories par jour : Le matin, les prisonniers se mettaient au travail et le soir, ils s'évanouissaient souvent et mouraient. C'était sans doute la conséquence de la mauvaise alimentation qu'ils avaient reçue.

#### Autres camps de concentration
13 détenus sont morts aux camps de Brême-Blumenthal (1), Brême-Osterort (U-Boot-Bunker Hornisse) (4), Brême-Schützenhof (1), Bad Sassendorf (1) Kaltenkirchen (1), Schandelah (1), Meppen-Versen (1), Hambourg-Finkenwerder (1), Hambourg-Hammerbrook (1), Salzgitter-Watenstedt (1).
10 détenus sont morts lors et après l'évacuation du camp de Neuengamme à Ravensbrück (4), Wöbbelin (1), Bergen-Belsen (1), Sandbostel (3), Baie de Lübeck (1).

## Responsabilités
Major Ernst Coelle avait été capturé par les FFI le 19 août 1944 au Puy-en-Velay. Depuis mars 1944, il était le commandant militaire de la garnison de cette ville. Pour se rendre, Coelle avait délégué une infirmière allemande comme parlamentaire. Le 15 octobre 1945, contre Coelle, Ernst, « le Délégué régional de la Recherche des crimes de guerre ennemis informa la centrale parisienne que l`ìnteressé est inculpé dans les crimes de guerre ayant fait l'objet des dosiers : Saugues (Hautes Saone), Minstrol d'Allier, Officiers de la Garnison du Puy, Ruynes (Cantal), Clavières (Cantal) ». Il manque toutefois Murat. En ce qui concerne Murat, Coelle s'est défendu après la guerre dans une lettre adressée à Lucien Volle (capitaine Lulu) : « Quand j'ai été inculpé pour l'incendie de Murat, j'avais le sentiment que le procureur était persuadé de ma culpabilité, car j'étais l'officier de plus haut grade. Personne ne se trouvait plus, à Murât, pour dire la vérité. Le principal témoin, le prêtre, était mort. Alors, j'ai été sauvé par un Alsacien, Esse, qui avait pourtant déserté de ma "Légion" ». Coelle avait tenté d'expliquer qu'il avait désobéi à un ordre du SD de brûler tout Murat. Il est finalement resté impuni et est retourné en 1947 en Allemagne, où il a travaillé comme officiel et est devenu président fédéral de l'association des expulsés de Prusse occidentale, une organisation révisionniste à l'époque .
Les crimes commis dans le camp de concentration de Neuengamme ont été traités dans les procès de Neuengamme « Curiohaus ». Des condamnations à mort et des peines de prison de plusieurs années ont été ordonnées. Les crimes commis dans les camps extérieurs, notamment dans le camp extérieur de Brême Farge et dans le camp de Sandbostel, n'ont jamais fait l'objet de poursuites judiciaires.

## Distinction

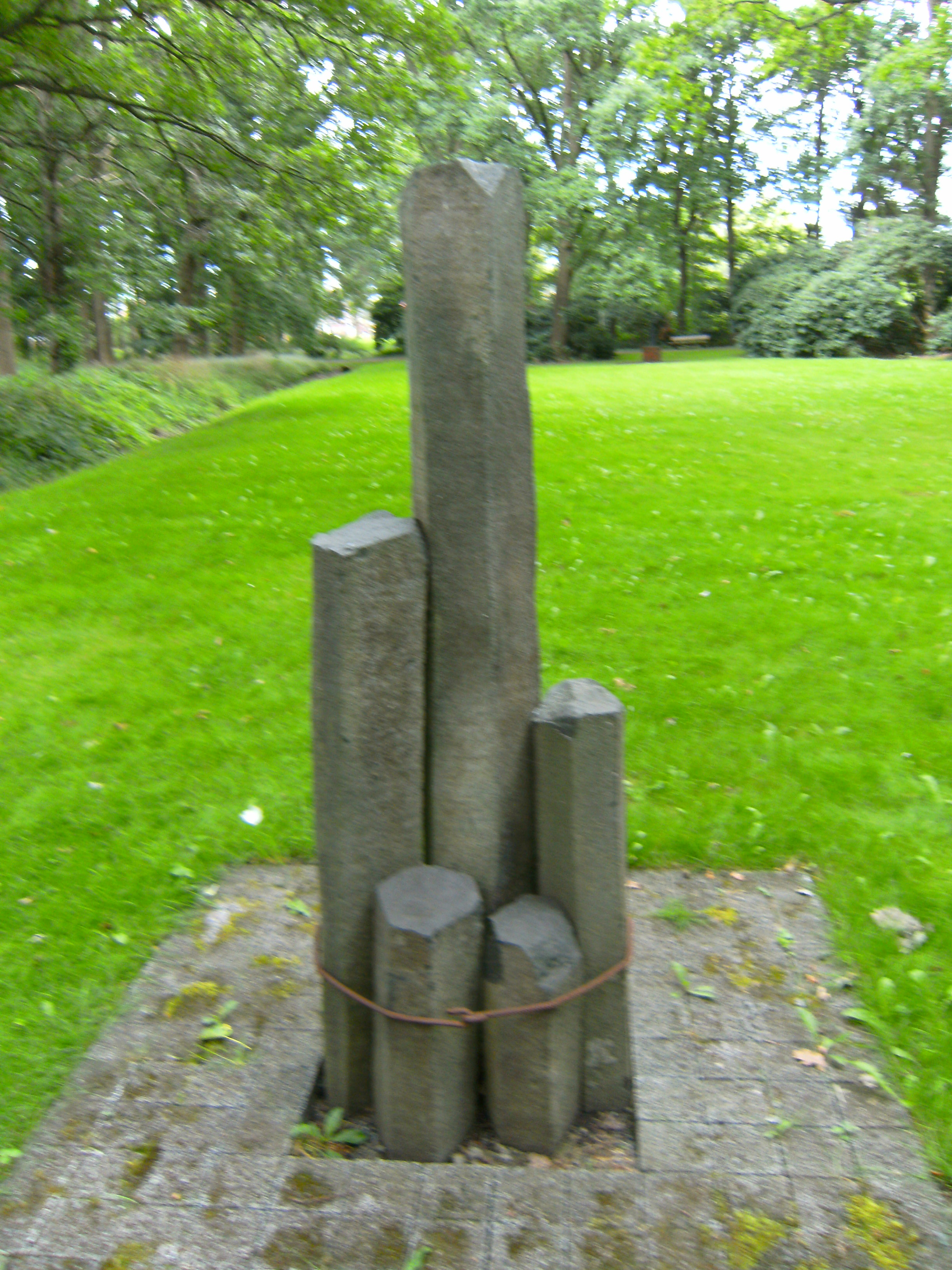
Stèle à la mémoire des détenus de Murat. Jardin mémorial du centre mémorial du camp de concentration de Neuengamme

Croix de guerre avec palme (26 avril 1951) : « Ville patriote et ville martyre ».

## Monuments commémoratives
À Murat, il y a trois monuments qui rappellent les déportations et les fusillades de juin 1944 : la stèle des fusillés de la Côte de Pignou, la stèle des Déportés de Murat au Pont Notre-Dame et le monument départemental des Déportés, place du Balat,. Une exposition (« Le mémorial des Déportés de Murat ») consacrée aux déportés de la ville est installée au ? place de l'Hôtel-de-Ville.
Le 7 juin 2012, une stèle à la mémoire des détenus de Murat a été inaugurée dans le jardin mémorial du centre mémorial du camp de concentration de Neuengamme.

## Listes

### Décédés
| Nom                                                       | Naissance         | Naissance                    | Camp de concentration                                        | Date de décès                                      | Lieu                                                             | Cantal en 1944, déportés à Neuengamme |        |
| Nom                                                       | Date              | Lieu                         | Camp de concentration                                        | Date de décès                                      | Lieu                                                             | Cantal en 1944, déportés à Neuengamme | Libéré |
| --------------------------------------------------------- | ----------------- | ---------------------------- | ------------------------------------------------------------ | -------------------------------------------------- | ---------------------------------------------------------------- | ------------------------------------- | ------ |
| Alexandre ALBERT, Journalier                              | 20 mars 1918      | Tanavelle                    | 18.7.1944 Neuengamme Nr. 37159; 8.8.1944 Brême-Farge         | ?                                                  | Brême-Farge                                                      | p. 2                                  |        |
| Pierre AVRIL, Chauffeur                                   | 20 mars 1903      | Saint-Georges                | 18.7.1944 Neuengamme Nr. 37168                               | 30 janvier 1945                                    | Brême-Blumenthal                                                 | p. 4                                  |        |
| Jean BACH, Frère des Écoles Chrétiennes                   | 7 février 1921    | Born Echternach (Luxembourg) | 18.7.1944 Neuengamme Nr. 36216                               | 2 février 1945                                     | Neuengamme                                                       | p. 7                                  |        |
| René BERGER, Mécanicien                                   | 23 juin 1903      | Chablis (89)                 | 18.7.1944 Neuengamme Nr. 36270, Brème Osterort               | 18 mai1945                                         | Sandbostel                                                       | p. 11                                 |        |
| Basile BOUDON, Journalier                                 | 31 mars 1924      | Murat                        | 18.7.1944 Neuengamme Nr. 36794                               | date inconnue                                      | Brême-Farge                                                      | p. 15                                 |        |
| Jean BRISEFERT, Maçon                                     | 20 octobre 1897   | Montaigne (02)               | 18.7.1944 Neuengamme Nr.?                                    | date inconnue                                      |                                                                  | p. 17                                 |        |
| Pierre CASSAGNE, Négociant, Père de trois enfants         | 30 mai 1902       | Paulhac                      | 18.7.1944 Neuengamme Nr. 36856, Brême-Blumenthal             | 7 avril 1945                                       | Brême-Farge                                                      | p. 20                                 |        |
| Albert CHANAT, Serrurier                                  | 15 août 1924      | Murat                        | 18.7.1944 Neuengamme Nr. 37854                               | 22 février 1945                                    | Neuengamme                                                       | p. 22                                 |        |
| Joseph CHAPUIS, Bourrelier                                | 25 mars 1923      | Murat                        | 18.7.1944 Neuengamme Nr. inconnue                            | 1er avril 1945                                     | Bergen-Belsen                                                    | p. 23                                 |        |
| Alfred CHARBONNIER, Hotelier                              | 24 septembre 1903 | Les Ternes                   | 18.7.1944 Neuengamme Nr. 36741; Brême-Farge                  | 10 avril 1945, jour d`évacuation de Farge          | Brême-Farge                                                      | p. 24                                 |        |
| Pierre CHASSAGNY, Journalier                              | 5 août 1898       | Murat                        | 18.7.1944 Neuengamme Nr. inconnue                            | 20 février 1945,                                   | Brême-Osterort (« Hornisse »),                                   | p. 26                                 |        |
| Marcel CHAULIAGUET, Boulanger                             | 14 juillet 1912   | Murat                        | 18.7.1944 Neuengamme Nr. 36797                               | 17 mars 1945, Tombe transférée en 1951 au Struthof | Camp de Kaltenkirchen                                            | p. 28                                 |        |
| Lucien CISSAC, Employé d’hôtel                            | 27 janvier 1926   | Celles                       | 18.7.1944 Neuengamme Nr. 36464                               | 14 avril 1945                                      | Camp de Schandelah                                               | p. 29                                 |        |
| Auguste COLLIER, Journalier                               | 23 avril 1898     | Aumont-Aubrac (48)           | 18.7.1944 Neuengamme Nr. 37169                               | date inconnue                                      | Brême-Osterort (« Hornisse »),                                   | p. 30                                 |        |
| Victor COLLIER, Chef cantonnier                           | 24 septembre 1895 | Aumont (48)                  | 18.7.1944 Neuengamme Nr. 36864 (cor.)                        | 8 mai 1945                                         | Ravensbrück Nr. 17373                                            | p. 31                                 |        |
| Louis DACHEUX, Plombier                                   | 2 août 1902       | Courcelette (80)             | 18.7.1944 Neuengamme                                         | 21 mai 1945                                        | Ravensbrück Nr. 16990                                            | p. 34                                 |        |
| Jean DEFERS, Avoué                                        | 12 mars 1914      | Auxerre                      | 18.7.1944 Neuengamme Nr. 37161                               | 4 avril 1945                                       | Brême-Farge.                                                     | p. 35                                 |        |
| Angelo DELAY, Mineur                                      | e 28 janvier 1910 | Dezenzano (Italie)           | 18.7.1944 Neuengamme Nr. 36647                               | 3 avril 1945                                       | Brême-Farge                                                      | p. 36                                 |        |
| François DELBOS, Plâtrier peintre                         | 23 novembre 1908  | Murat                        | 18.7.1944 Neuengamme Nr. 37193                               | 16 novembre 1944                                   | Brême-Farge,                                                     | p. 37                                 |        |
| François (Jean) DELPIROU, Journalier                      | 14 novembre 1900  | ?                            | 18.7.1944 Neuengamme Nr. 36709                               | ?                                                  | Brême-Farge                                                      | p. 38                                 |        |
| Jean (Léon) DELPIROU, Garagiste                           | 12 août 1904      | Murat                        | 18.7.1944 Neuengamme Nr. 36738                               | 6 mars 1945                                        | Bergen-Belsen                                                    | p. 39                                 |        |
| Paul DUBOIS, Employé                                      | 21 janvier 1909   | Paulhac                      | 18.7.1944 Neuengamme Nr. 37178                               | date inconnue                                      | Brême-Farge                                                      | p. 42                                 |        |
| Pierre DURIF, Huissier                                    | 25 février 1904   | Murat                        | 18.7.1944 Neuengamme Nr. ?                                   | date inconnue                                      | abattu lors de sa fuite du wagon                                 | p. 43                                 |        |
| Louis ERMOIRE, Electricien                                | 14 juillet 1904   | Pithiviers (45)              | 18.7.1944 Neuengamme Nr. 36604                               | mars 1945                                          | KZ Neuengamme                                                    | p. 44                                 |        |
| Louis FAGEOL, Cultivateur                                 | 29 mai 1925       | Murat                        | 18.7.1944 Neuengamme Nr. 36871                               | date inconnue                                      | Brême-Farge                                                      | p. 45                                 |        |
| André FANGUIN, Ouvrier agricole                           | 13 septembre 1924 | Murat                        | 18.7.1944 Neuengamme Nr. 37180                               | 20 février 1945                                    | Brême-Farge                                                      | p. 46                                 |        |
| Jean FAUGERAS, Employé des Contributions indirectes       | 22 octobre 1920   | Treignac (19)                | 18.7.1944 Neuengamme Nr. 37166                               | 1er février 1945                                   | Brême-Farge                                                      | p. 47                                 |        |
| Claude FAURIE, Boucher                                    | 4 septembre 1902  | Celles                       | 18.7.1944 Neuengamme Nr. 37157                               | 15 février 1945                                    | Brême-Farge                                                      | p. 48                                 |        |
| Harmel FOULLOUNOUX, Mécanicien                            | 17 septembre 1910 | Tourriers (16)               | 18.7.1944 Neuengamme Nr. 37179                               | 7 décembre 1944                                    | Meppen-Versen, "Stalag VI B Versen (Emslandlager IX)"            | p. 50                                 |        |
| Fernand (Jules) FRIPPES, Plombier                         | 21 décembre 1916  | Murat                        | 18.7.1944 Neuengamme Nr. 37186                               | 28 avril 1945                                      | Sandbostel                                                       | p. 51                                 |        |
| Ido GALLI                                                 | 3 octobre 1893    | Viareggio (Italie)           | 18.7.1944 Neuengamme Nr. 37152                               | 21 février 1945                                    | Hambourg-Hammerbrook (II. SS-Baubrigade)                         | p. 53                                 |        |
| Gabriel GEORGET, Chauffeur                                | 21 juin 1920      | Lyon (69)                    | 18.7.1944 Neuengamme Nr. 37192                               | 10 mars 1945                                       | Brême-Osterort (U-Boot-Bunker Hornisse)                          | p. 55                                 |        |
| Louis GINIOUX, Journalier; Père de sept enfants           | 4 décembre 1903   | Virargues (15)               | 18.7.1944 Neuengamme Nr. 36425 (corr.)                       | 11 mars 1945                                       | Brême-Schützenhof                                                | p. 56                                 |        |
| Marcel GINIOUX, Coiffeur                                  | 23 août 1907      | Neussargues (15)             | 18.7.1944 Neuengamme Nr. 36863                               | 23 octobre 1944                                    | Brême-Farge                                                      | p. 57                                 |        |
| Raoul (Julien) GOURSSEAU, Horloger bijoutier              | 14 juin 1897      | Saint-Denis-près-Martel (46) | 18.7.1944 Neuengamme Nr. 37162                               | 27 février 1945                                    | Hambourg-Finkenwerder, Chantier naval Deutsche Werft             | p. 60                                 |        |
| Marius HIVERNAT, Négociant en fromages                    | 30 mars 1896      | Albepierre Bredons (15)      | 18.7.1944 Neuengamme Nr. 36855                               | 16 décembre 1944                                   | Brême-Farge                                                      | p. 61                                 |        |
| Norbert LANEZ, Journalier                                 | 10 juillet 1909   | Danizy (02)                  | 18.7.1944 Neuengamme                                         | 6 mars 1945                                        | Salzgitter-Watenstedt                                            | p. 64                                 |        |
| Emile (dit Lucas) LAPLANCHE                               | 31 janvier 1917   | Luxembourg                   | 18.7.1944 Neuengamme Nr. 36339 Brême-Farge                   | 3 mai 1945                                         | Baie de Lübeck. Mort en Déportation                              | p. 66                                 |        |
| Jean LEMMET, Laitier, Père de quatre enfants              | 18 septembre 1905 | Le Claux (15)                | 18.7.1944 Neuengamme Nr. 37182                               | 14 avril 1945                                      | Brême-Farge, Sandbostel                                          | p. 68                                 |        |
| Jean LEMOSQUET, Journalier                                | 11 septembre 1919 | Paris                        | 18.7.1944 Neuengamme Nr. 36865                               | 10 décembre 1944                                   | Brême-Farge, Mort en Déportation                                 | p. 69                                 |        |
| Frédéric LENOIR                                           | 5 juillet 1915    | Izé (53)                     | 18.7.1944 Neuengamme Nr. 36873 Brême-Farge                   | 5 avril 1945                                       | évacué à Ravensbrück                                             | p. 70                                 |        |
| Jean LEVET, Journalier                                    | 8 novembre 1903   | Murat                        | 18.7.1944 Neuengamme Nr. 36866                               | 23 mars 1945                                       | Brême-Farge                                                      | p. 72                                 |        |
| René MALBEC, Employé                                      | 12 novembre 1905  | Murat                        | 18.7.1944 Neuengamme Nr. 37164                               | 31 mars 1945                                       | Neuengamme (corr.)                                               | p. 75                                 |        |
| Pierre MARGERIT, Notaire, Père de quatre enfants          | 30 juillet 1903   | Alès (30)                    | 18.7.1944 Neuengamme Nr. 36798                               | 15 avril 1945                                      | Brême-Farge, Sandbostel                                          | p. 78                                 |        |
| Gabriel MAURIN, Journalier                                | 5 novembre 1902   | Frontignan (34)              | 18.7.1944 Neuengamme Nr. 37537 (corr.)                       | 26 (corr.) février 1945                            | Neuengamme                                                       | p. 79                                 |        |
| Louis MERCIER, Facteur                                    | 16 février 1908   | Albepierre-Bredons (15)      | 18.7.1944 Neuengamme Nr. 37158                               | 5 octobre 1944,                                    | Neuengamme (corr.)                                               | p. 80                                 |        |
| André MOINS, Boulanger                                    | 24 juin 1927      | Chanterelle (15)             | 18.7.1944 Neuengamme Nr. 37213                               | 19 décembre 1944. «Mort en Déportation»            | Brême-Farge,                                                     | p. 83                                 |        |
| Gaston NIOUCEL, Négociant en bières                       | 20 août 1898      | Murat                        | 18.7.1944 Neuengamme Nr. 36740                               | 2 février 1945                                     | Neuengamme, « « Mort en déportation »                            | p. 86                                 |        |
| Raymond NOT, Facteur                                      | 6 août 1916       | Bordeaux (33)                | 18.7.1944 Neuengamme Nr. 37163                               | date inconnu                                       | Brême-Farge (corr.)                                              | p. 87                                 |        |
| Jean (Anatole) NOZIERES, Cuisinier                        | 3 avril 1917      | Murat (15)                   | 18.7.1944 Neuengamme Nr. 37187                               | 9 avril 1945                                       | Kiel? (corr.)                                                    | p. 89                                 |        |
| Antoine OMESSA, Étudiant                                  | 4 janvier 1922    | Toulon (83)                  | 18.7.1944 Neuengamme Nr. 36466                               | 11 mai 1945                                        | Wöbbelin, hôpital Ludwigslust (corr.),                           | p. 90                                 |        |
| Georges PARRET, Négociant en vins, ,                      | 23 mai 1900       | Murat (15)                   | 18.7.1944 Neuengamme Nr. 37165                               | 28 mars 1945                                       | Brême-Farge,, « Mort en déportation »                            | p. 91                                 |        |
| Emile PICHOT-DUCLOS, Patissier, Père de deux enfants      | 13 novembre 1903  | Murat (15)                   | 18.7.1944 Neuengamme Nr. 36862                               | 12 décembre 1944                                   | Brême-Farge                                                      | p. 93                                 |        |
| Henri PONS, Cultivateur                                   | 1er juin 1918     | Chastel-sur-Murat (15)       | 18.7.1944 Neuengamme Nr. 36874                               | 9 décembre 1944                                    | Brême-Farge                                                      | p. 94                                 |        |
| Marius (Jules) POUDEROUX, Journalier                      | 12 décembre 1913  | Murat (15)                   | 18.7.1944 Neuengamme Nr. 37209                               | 14 mars 1945                                       | Brême-Osterort (U-Boot-Bunker Hornisse). « Mort en déportation » | p. 96                                 |        |
| François POUNHET, Taxi                                    | 15 novembre 1897  | Murat (15)                   | 18.7.1944 Neuengamme Nr. 37188                               | 31 décembre 1944                                   | Brême-Farge, « Mort en déportation »                             | p. 97                                 |        |
| Marius PROLAT, Chauffeur                                  | 22 mai 1909       | Vichy (03)                   | 18.7.1944 Neuengamme Nr. 37191                               | 30 novembre 1944 « in Kdo Farge»                   | Brême-Farge                                                      | p. 98                                 |        |
| Marius QUAIREL, Typographe                                | 22 mai 1911       | Murat (15)                   | 18.7.1944 Neuengamme Nr. 36860, Brême-Farge                  | Mai 1945                                           | Sandbostel, « Mort en déportation »                              | p. 99                                 |        |
| Jean RANCILHAC, Entrepreneur de chauffage                 | e 27 juin 1907    | Murat (15)                   | 18.7.1944 Neuengamme Nr. 36859                               | fin 1944                                           | « Mort en déportation »                                          | p. 100                                |        |
| Marcel RANCILHAC, Ouvrier                                 | 20 avril 1905     | La Chapelle Allagnon (15)    | 18.7.1944 Neuengamme Nr. 37167                               | 15 novembre 1944                                   | Brême-Farge, « Mort en déportation »                             | p. 101                                |        |
| Auguste RODIER, Boucher                                   | 18 octobre 1896   | Murat (15)                   | 18.7.1944 Neuengamme Nr. 37160                               | 3 décembre 1944                                    | Brême-Farge, « Mort en déportation »                             | p. 103                                |        |
| Antonio José RODRIGUEZ, Cimentier                         | 20 février 1899   | Rioja (Espagne)              | 18.7.1944 Neuengamme Nr. 36876                               | 11 avril 1945                                      | Ravensbrück                                                      | p. 104                                |        |
| Jean ROUX, Hôtelier                                       | 4 novembre 1902   | Montgreleix (15)             | 18.7.1944 Neuengamme Nr. 36870                               | 10 novembre 1944                                   | Brême-Farge                                                      | p. 106                                |        |
| Joseph SERVET, Agent d’assurances, Père de quatre enfants | 21 octobre 1899   | Saint-Vallier (26)           | 18.7.1944 Neuengamme Nr. 37173                               | 16 décembre 1944                                   | Neuengamme (corr.)                                               | p. 108                                |        |
| Louis SERVET, Lycéen, fils de Joseph Servet               | 9 avril 1927      | Saint-Vallier (26)           | 18.7.1944 Neuengamme Nr. : inconnu                           | 9 mars 1945                                        | Bergen-Belsen                                                    | p.109                                 |        |
| Jean SOL, Laitier                                         | 4 avril 1908      | Laveissière (15)             | 18.7.1944 Neuengamme Nr. 37196                               | 7 décembre 1944                                    | Brême-Farge                                                      | p. 110                                |        |
| Antoine TALANDIER, Charcutier                             | 20 novembre 1902  | Murat (15)                   | 18.7.1944 Neuengamme Nr. 36779                               | 12 janvier 1945                                    | Brême-Farge, « Mort en déportation »                             | p. 111                                |        |
| Albert URGON                                              | 24 janvier 1922   | Murat (15)                   | 18.7.1944 Neuengamme Nr. 37199 (corr.)                       | 20 mars 1945                                       | Bad Sassendorf (11. SS-Eisenbahnbaubrigade),                     | p. 113                                |        |
| Pierre URGON                                              | 29 décembre 1914  | Murat (15)                   | 18.7.1944 Neuengamme Nr. 37185 (corr.), 8.8.1944 Brême-Farge | 23 avril 1945                                      | Sandbostel, « Mort en déportation »                              | p. 114                                |        |
| Marius VERNET, Frère des Écoles Chrétiennes               | 11 février 1908   | Marsac-en-Livradois (63)     | 18.7.1944 Neuengamme Nr. 36220                               | 18 décembre 1944                                   | Neuengamme                                                       | p. 115                                |        |
| Jean VIDALEN, Mineur                                      | 27 juillet 1921   | Paris (75010)                | 18.7.1944 Neuengamme Nr. 37197                               |                                                    | Brême-Farge, « Mort en déportation »                             | p. 118                                |        |
| Eugène VUILLAUME, Couvreur                                | 9 janvier 1899    | Aubervilliers (93)           | 18.7.1944 Neuengamme Nr. ?                                   | ?                                                  | Brême-Farge ?                                                    | p. 119                                |        |

### Rescapés de la déportation
| Jean ASTRUC, lève instituteur               | 17 juillet 1925  | Enchenberg (57)                | 18.7.1944, Neuengamme Nr. 36796, Brème Farge                                       | p. 122 | Libéré 29 avril 1945 à Sandbostel       |
| Auguste BAYOL                               | 2 decembre 1918  | Paulhac (15)                   | 18.7.1944, Neuengamme Nr. 37152, Kommando de Brunswick                             | p. 124 | le 2 mai 1945 à Wöbbelin                |
| Jack BERGER                                 | 31 mars 1924     | Saint-Georges-sur-Baulche (89) | 18.7.1944, Neuengamme Nr. 36353, Brême-Farge                                       | p. 10  | Sandbostel le 29 avril 1945             |
| Jean BUVRY, Cultivateur                     | 11 avril 1904    | Festieux (02)                  | 18.7.1944, Neuengamme Nr. 37183, Wilhelmshaven (Alter Banter Weg)                  | p. 14  | Bergen Belsen le 15 avril 1945          |
| Georges CARLUY, Chauffeur                   | 29 mai 1909      | Armancourt (60)                | 18.7.1944, Neuengamme Nr. 36793, Hambourg (bombes)                                 | p. 122 | Libéré à Sandbostel le 29 avril 1945    |
| Armand CHARBONNIER, Laitier                 | 8 juillet 1901   | Paulhac                        | 18.7.1944, Neuengamme Nr. 37184, Brême-Farge                                       | p. 25  | le 30 avril 1945 à Ravensbrück          |
| Léon CHASSANG, Couvreur                     | 2 janvier 1910   | Murat (15)                     | 18.7.1944, Neuengamme Nr. 36869; Brème-Osterort                                    | p. 124 | Libéré Baie de Lübeck le 3 mai 1945     |
| Jean CHASTEL, Peintre                       | 3 novembre 1905  | Paris (75)                     | 18.7.1944, Neuengamme Nr. 37190, Hambourg                                          | p. 122 | Libéré à Sandbostel le 29 avril 1945    |
| Joseph COLLIER, Réfractaire au STO          | 15 juillet 1921  | Murat (15)                     | 18.7.1944, Neuengamme Nr. 36864; Brême-Farge                                       | p. 124 | Libéré à Sandbostel le 29 avril 1945    |
| Paul EIBEL, Professeur d’éducation physique | 16 juin 1916     | Strasbourg (67)                | 18.7.1944, Neuengamme Nr. 36872; Brême-Farge                                       | p. 124 | Libéré Baie de Lübeck le 3 mai 1945     |
| Albert ESTOUL, Marchand primeur             | 9 juin 1912      | Blayes-les-Mines (81)          | 18.7.1944, Neuengamme Nr. 36858, Brême-Farge                                       | p. 122 | Libéré à Sandbostel le 29 avril 1945    |
| André FAYARD, Responsable Compagnie du Gaz  | 3 juillet 1906   | Clermont-Ferrand (63)          | 18.7.1944, Neuengamme Nr. 36795, Brême-Farge                                       | p. 123 | Libéré Baie de Lübeck le 3 mai 1945     |
| Georges FONTAINE (1925-1995)                | 5 octobre 1925   | Paris (75)                     | 18.7.1944, Neuengamme Nr. 36467; Kommandos Kiel, Schandelah                        | p. 124 | Libéré à Wôbbelin le 2 mai 1945         |
| Jacques GACHON, Lycéen                      | 19 octobre 1926  | Paris (75)                     | 18.7.1944, Neuengamme Nr. 36468, Camp de Misburg-Hannover, Brême-Farge, Sandbostel | p. 52  | Libéré à Sandbostel le 29 avril 1945    |
| Henri JOANNON, Pharmacien                   | 17 avril 1901    | Montmarault (03)               | 18.7.1944, Neuengamme Nr. 36770, Brême-Farge                                       | p. 123 | Libéré à Sandbostel le 29 avril 1945    |
| Lucien JOUANEL, Patissier                   | 19 mai 1907      | Murat (15)                     | 18.7.1944, Neuengamme Nr. 36946                                                    | p. 122 | Libéré à Sandbostel le 29 avril 1945    |
| Serge LANDES(1923-2010), Réfractaire au STO | 12 juillet 1923  | Ytrac (15)                     | 18.7.1944, Neuengamme Nr. 36305, Brême-Farge                                       | p. 63  | Libéré à Bergen Belsen le 15 avril 1945 |
| Eugène LOUSSERT, Bourrelier                 | 20 janvier 1910  | Paulhac (15)                   | 18.7.1944, Neuengamme Nr. 37171; Brème-Osterort                                    | p. 124 | Libéré Baie de Lübeck le 3 mai 1945     |
| Albert OMESSA,                              | 17 mai 1921      | Toulon (83)                    | 18.7.1944, Neuengamme Nr. 36465; Kiel, Husum-Schwesig                              | p. 123 | Libéré à Wôbbelin le 2 mai 1945         |
| Raymond PORTEFAIX, Étudiant                 | 14 juin 1926     | Lunel (34)                     | 18.7.1944, Neuengamme Nr. 37174, Brême-Farge                                       | p. 95  | Libéré à Sandbostel le 28 avril 1945    |
| Carlos PUERTA GARCIA                        | 7 mai 1907       | Saaredon, Espagne              | 18.7.1944, Neuengamme Nr. 37218, Ravensbrück (corr.) Nr. 18060                     | p. 123 | Libéré à Sandbostel le 29 avril 1945    |
| René QUAIREL, Conducteur de train           | 7 octobre 1923   | Murat (15)                     | 18.7.1944, Neuengamme Nr. 36861, Brême-Blumenthal                                  | p. 122 | Libéré, Baie de Lübeck le 3 mai 1945    |
| Antoine SAURET, Peintre                     | 25 août 1904     | Murat (15)                     | 18.7.1944, Neuengamme Nr. 36867, Brème-Osterort                                    | p. 123 | Libéré Baie de Lübeck le 3 mai 1945     |
| Albert SEAU, Maçon                          | 18 décembre 1903 | La RocheCanillac (19)          | 18.7.1944, Neuengamme Nr. 37189, Brême-Farge                                       | p. 123 | Libéré à Sandbostel le 29 avril 1945    |

### Frères des Écoles Chrétiennes
| Ignacio CRUCHAGA, Frère des Ecoles Chrétiennes     | 3 juillet 1915 | Villatuerta, Navarre (Espagne) | 18.7.1944 Neuengamme Nr. 36219; 22.12.1944 KZ Dachau Nr. 136795                          |                                     |  | p. 33  | Libéré le 29 avril 1945 à Dachau |
| Pierre LAJARRIGE, Frère des Écoles Chrétiennes     | 12 mars 1921   | Anglards-de-Salers (15)        | 18.7.1944 Neuengamme Nr. 36218, Brême-Farge, fin 1944 au camp de concentration de Dachau |                                     |  | p. 62  | Libéré le 29 avril 1945 à Dachau |
| Pierre MACHEBœUF, Frère des Écoles Chrétiennes     | 17 avril 1925  | Volvic (63)                    | 18.7.1944 Neuengamme Nr. 36217, Husum-Schwesing, Salzgitter- Watenstedt                  | Transféré 19.décembre 1944 à Dachau |  | p. 74  | Libéré le 29 avril 1945 à Dachau |
| Pierre MURAT, Frère des Écoles Chrétiennes         | 29 avril 1924  | Saint-Saturnin (63)            | 18.7.1944 Neuengamme Nr. 36212, Brême-Farge, 19.12.1944 Camp de Dachau                   |                                     |  | p. 84  | Libéré le 29 avril 1945 à Dachau |
| Jean UNY (1916-2014), Frère des Écoles Chrétiennes | 4 avril 1916   | Conflans-sur-Seine (51)        | 18.7.1944 Neuengamme Nr. 36229, 19.12.1944 Dachau                                        |                                     |  | p. 112 | Libéré le 29 avril 1945 à Dachau |
| Jan ZYCH, Frère des Écoles Chrétiennes             | 28 mars 1922   | Dlugo Galice (Pologne)         | 18.7.1944 Neuengamme Nr. 36224, 19.12.1944 Dachau                                        |                                     |  | p. 120 | Libéré le 29 avril 1945 à Dachau |